# Heinrich Huth (Leichtathlet)
Heinrich „Heiner“ Huth (* 4. März 1920 in Freigericht-Bernbach; † 7. September 1990 in Gelnhausen), auch „Korzer-Hoiner“ genannt, war ein deutscher Leichtathlet.
Huth begann seine Leichtathletikkarriere beim SV Dunlop Hanau und wechselte später zu Eintracht Frankfurt. 1937 war er Dritter der Deutschen Jugendmeisterschaften im 100-Meter-Lauf. 1938 gewann er den Titel über 100 Meter und in der 4-mal-100-Meter-Staffel, im gleichen Jahr wurde er Deutscher Juniorenmeister im 200-Meter-Lauf.
Huth wurde 1943 deutscher Doppelmeister über 100 Meter und mit der 4-mal-100-Meter-Staffel von Eintracht Frankfurt. Bei den ersten Nachkriegsmeisterschaften 1946 errang er mit der 4-mal-100-Meter-Staffel die Vizemeisterschaft.
Seine persönliche Bestleistung von 21,8 Sekunden über 200 Meter stellte er am 15. Mai 1938 in Kassel auf. Am 12. August 1939 konnte er diese Leistung bei einem Sportfest in Frankfurt einstellen, am gleichen Tag lief er mit 10,6 Sekunden über 100 Meter eine weitere Bestzeit. Die 10-mal-100-Meter-Staffel von Eintracht Frankfurt lief an diesem Tag in 1:46,9 Minuten einen deutschen Rekord.
Im Ortsteil Bernbach in Freigericht soll zukünftig eine Straße den Namen Heinrich-Huth-Straße erhalten.